# Martin Zehetgruber

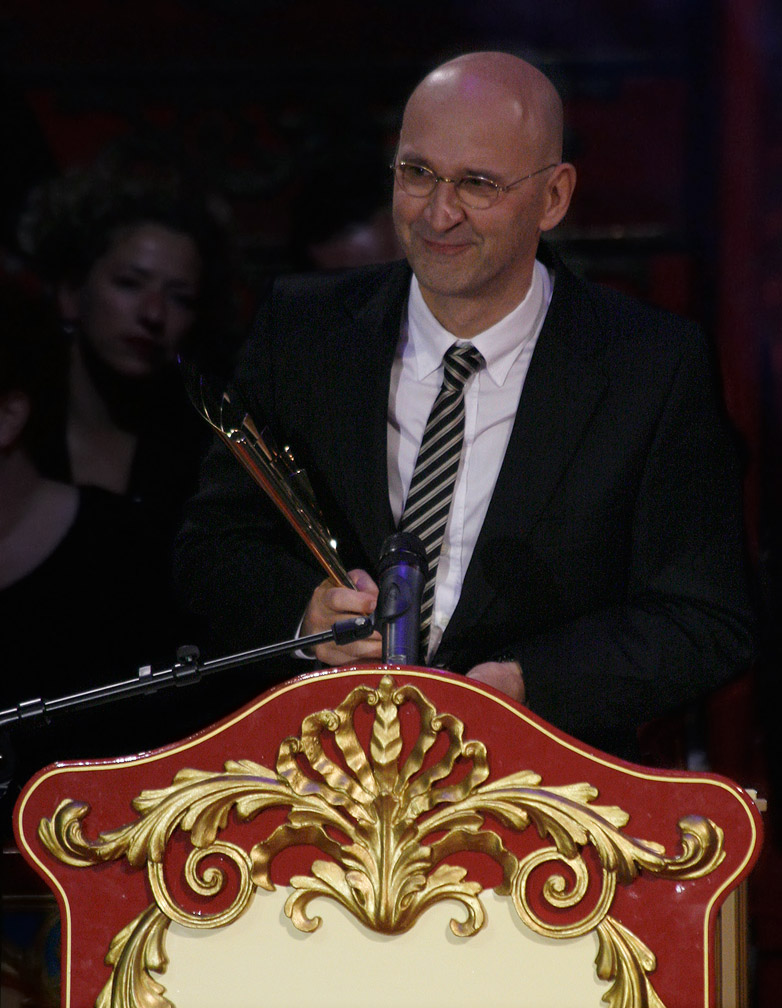
Martin Zehetgruber (Wiener Theaterpreis NESTROY 2009)

Martin Zehetgruber (* 1961 in der Steiermark) ist ein österreichischer Bühnenbildner.

## Leben
Martin Zehetgruber absolvierte sein Bühnenbild-Studium an der Universität für Musik und darstellende Kunst Graz. 1989 gründete er gemeinsam mit Martin Kušej die Produktionsgemeinschaft „MY FRIEND MARTIN“. Es folgten Arbeiten an Häusern wie dem Staatstheater Stuttgart, Thalia Theater Hamburg, Deutsches Schauspielhaus Hamburg, Volksbühne Berlin, Kammerspiele München, Residenztheater München und dem Burgtheater in Wien.
Im Bereich der Oper arbeitet er an internationalen Häusern wie der Opera Bastille Paris, Liceu in Barcelona, Opera La Monnaie in Brüssel, De Nationale Opera Amsterdam, Opernhaus Zürich, Staatsoper München, Staatsoper Berlin, Salzburger Festspiele, Festival d’Aix-en-Provence und dem Madrider Opernhaus Teatro Real unter anderen mit Dirigenten wie Daniel Barenboim, Nikolaus Harnoncourt, Mariss Jansons und Kent Nagano.
Zu den wichtigsten Arbeitspartnern unter den Regisseuren zählten und zählen Hans Kresnik, Stephan Kimmig, Jossi Wieler, Guy Joosten, Andrea Breth und Barbara Frey, sowie Martin Kusej – mit dem ihn seit Beginn eine enge Zusammenarbeit verbindet. Seine Arbeiten wurden mehrfach ausgezeichnet.
Im Jahr 2001 erhielt Martin Zehetgruber die Berufung zum Professor des Fachbereichs Bühnenbild an der Staatlichen Akademie der Bildenden Künste Stuttgart und entwarf für die 2008 in Ludwigsburg neu gegründete Akademie für Darstellende Kunst Baden-Württemberg   den Theaterturm.
Seit 2004 ist Stefanie Wagner als ständige Mitarbeiterin an allen Produktionen maßgeblich beteiligt.

## Inszenierungen
- 1983 Yes, Vielleicht von Marguerite Duras, Forum Stadtpark, Graz, Regie: Caroline Weber
- 1986 Die Neugierigen von Carlo Manzoni, freie Produktion, Zürich, Regie: Caroline Weber
- 1986 Boden 411 von Lutz Rathenow, freie Produktion, Zürich, Regie: Caroline Weber
- 1987 Judith von K.Franz, Frankfurter Ensemble. Regie: Martin Kušej
- 1987 Es von Karl Schönherr, Schauspielhaus Graz, Regie: Martin Kušej
- 1987 Happy Baby, wir spielen nur es tut nicht weh von Matjaž Grilj, Steirischer Herbst Graz, Regie: Edward Müller
- 1988 Der Untergang der Titanic von Hans Magnus Enzensberger, Schauspielhaus Graz, Regie: Martin Kušej
- 1989 Schneewittchen von Robert Walser, freie Produktion, Schlachthof Graz, Regie: Caroline Weber
- 1990 Glaube Liebe Hoffnung von Ödön von Horváth, Slowenisches Nationaltheater Ljubljana, Regie: Martin Kušej
- 1990 Szenen aus dem Bleistiftgebiet von Robert Walser, freie Produktion, Biel und Basel, Regie: Caroline Weber
- 1990 Sturmpatrull von Arnolt Bronnen, Klagenfurter Ensemble, Regie: Martin Kušej
- 1990 Die Humanisten von Ernst Jandl, Klagenfurter Ensemble, Regie: Martin Kušej
- 1990 Das Trio in Es-Dur von Eric Rohmer, Theater an der Winkelwiese Zürich, Regie: Caroline Weber
- 1990 Philoktet von Heiner Müller, Jura Soyfer Theater Wien, Regie: Martin Kušej
- 1990 Tode von My Friend Martin, Messeparkplatz Graz, Regie: Martin Kušej
- 1990 Mobiler Himmel von My Friend Martin, Steirischer Herbst Graz, Regie: Martin Kušej
- 1991 Pohjsanje von I.Cankar, Mladinsko Gledalisce Lubljana, Regie: Martin Kušej
- 1991 Tage des Königs von Peter Rosei, Schauspielhaus Graz, Regie: Martin Kušej
- 1992 Der Traum ein Leben von Franz Grillparzer, Schauspielhaus Graz, Regie: Martin Kušej
- 1992 Romeo und Julia von Sergei Prokofjew, Opernhaus Graz, Regie: Heinz Spoerli
- 1992 Mesalliance aber wir ficken uns prächtig von Werner Schwab, Steirischer Herbst Graz, Regie: Marc Günther
- 1992 Franz Falsch F Falsch Dein Falsch Nichts Mehr, Stille, Tiefer Wald von My Friend Martin, Mittelfest Cividale Italien, Regie: Martin Kušej
- 1992 Irrlichter – Schrittmacher von Thomas Strittmatter, Bayerisches Staatsschauspiel (Marstall), Regie: Martin Kušej
- 1993 Kabale und Liebe von Friedrich Schiller, Stadttheater Klagenfurt, Regie: Martin Kušej
- 1993 Herzog Theodor von Gothland von Christian Dietrich Grabbe, Staatstheater Stuttgart, Regie: Martin Kušej
- 1994 Strassenecke. Ein Ort. Eine Handlung von Hans Henny Jahnn, Staatstheater Stuttgart, Regie: Martin Kušej
- 1994 Prinz Friedrich von Homburg von Heinrich von Kleist, Deutsches Schauspielhaus Hamburg, Regie: Martin Kušej
- 1995 Die Unbekannte aus der Seine von Ödön von Horváth, Staatstheater Stuttgart, Regie: Martin Kušej
- 1995 Clavigo von Johann Wolfgang von Goethe, Staatstheater Stuttgart, Regie: Martin Kušej
- 1996 König Arthur nach Henry Purcell von John Dryden, Staatstheater Stuttgart, Regie: Martin Kušej
- 1996 Richard III. von William Shakespeare, Volksbühne Berlin, Regie: Martin Kušej
- 1997 Ödipus von Sophokles, Staatstheater Stuttgart, Regie: Martin Kušej
- 1997 Die Geier-Wally von Wilhelmine von Hillern, Staatstheater Stuttgart, Regie: Martin Kušej
- 1998 Fidelio von Ludwig van Beethoven, Staatstheater Stuttgart, Regie: Martin Kušej
- 1998 Al gran sole carico d’amore von Luigi Nono, Staatstheater Stuttgart, Regie: Martin Kušej
- 1999 Brecht. von Johann Kresnik (Uraufführung), Nationaltheater Mannheim, Regie: Johann Kresnik
- 1999 Salome von Richard Strauss, Oper Graz, Regie: Martin Kušej
- 1999 Gesäubert von Sarah Kane, Staatstheater Stuttgart, Regie: Martin Kušej
- 1999 Weh dem, der lügt! von Franz Grillparzer, Burgtheater Wien, Regie: Martin Kušej
- 2000 Aller Seelen nach Texten von Werner Fritsch, Thalia Theater Hamburg, Regie: Hans Kresnik
- 2000 Gespenstersonate von August Strindberg, Thalia Theater Hamburg, Regie: Martin Kušej
- 2000 Schnitzlers Brain, nach Texten von Arthur Schnitzler, Schauspielhaus Graz, Regie: Martin Kušej, Hans Kresnik, Christoph Schlingensief u. a.
- 2000 Hamlet von William Shakespeare, Staatstheater Stuttgart und Salzburger Festspiele, Regie: Martin Kušej
- 2001 Glaube und Heimat von Karl Schönherr, Burgtheater Wien, Regie: Martin Kušej (eingeladen zum Berliner Theatertreffen 2001)
- 2001 Le convenienze ed inconvenienze teatrali und I pazzi per progetto von Gaetano Donizetti, Staatstheater Stuttgart, Regie: Martin Kušej
- 2002 Die Gezeichneten von Franz Schreker, Staatstheater Stuttgart, Regie: Martin Kušej
- 2002 Letzter Aufruf von Albert Ostermaier (Uraufführung), Burgtheater Wien, Regie: Andrea Breth
- 2002 Don Giovanni von Wolfgang Amadeus Mozart, Salzburger Festspiele, Regie: Martin Kušej
- 2002 Glaube Liebe Hoffnung von Ödön von Horváth, Burgtheater Wien, Regie: Martin Kušej
- 2003 Peer Gynt nach Henrik Ibsen, Koproduktion Salzburger Festspiele und Schauspielhaus Hannover, Choreographisches Theater von Johann Kresnik
- 2004 Don Carlos von Friedrich Schiller, Burgtheater Wien, Regie: Andrea Breth, eingeladen zum Berliner Theatertreffen 2005
- 2004 Hannelore Kohl, Oper Bonn, Choreographisches Theater von Johann Kresnik
- 2005 Nach den Klippen von Albert Ostermaier (Uraufführung), Burgtheater Wien, Regie: Andrea Breth
- 2005 Otello von Giuseppe Verdi, Staatstheater Stuttgart, Regie: Martin Kušej
- 2005 König Ottokars Glück und Ende von Franz Grillparzer, Burgtheater Wien und Salzburger Festspiele, Regie: Martin Kušej
- 2006 Lady Macbeth von Mzensk von Dmitri Schostakowitsch, Muziektheater Amsterdam, Regie: Martin Kušej
- 2006 Höllenangst von Johann Nestroy, Burgtheater Wien und Salzburger Festspiele, Regie: Martin Kušej
- 2006 Glaube, Liebe, Hoffnung von Ödön von Horváth, Münchner Kammerspiele, Regie: Stephan Kimmig
- 2007 Woyzeck von Georg Büchner, Bayerisches Staatsschauspiel München (Residenztheater), Regie: Martin Kušej
- 2007   Eugen Onegin von Pjotr Iljitsch Tschaikowski, Salzburger Festspiele, Regie: Andrea Breth
- 2008 Die Rosenkriege von William Shakespeare, Burgtheater Wien, Regie: Stephan Kimmig
- 2008 Der Weibsteufel von Karl Schönherr, Burgtheater Wien, Regie: Martin Kušej (eingeladen zum Berliner Theatertreffen 2009)
- 2008 Macbeth von Giuseppe Verdi, Bayerische Staatsoper, Regie: Martin Kušej
- 2008 Macbeth von William Shakespeare, Burgtheater Wien, Regie: Stephan Kimmig
- 2009 Baumeister Solness von Henrik Ibsen, Deutsches Schauspielhaus Hamburg, Regie: Martin Kušej
- 2009 Salome von Richard Strauss, Liceu Opera Barcelona und Opera La Monnaie Brüssel, Regie: Guy Joosten
- 2009 Lady Macbeth von Mzensk von Dmitri Schostakowitsch, Opéra Bastille Paris, Regie: Martin Kušej
- 2010 Lulu von Frank Wedekind, Schauspiel Frankfurt, Regie: Stephan Kimmig
- 2010 Rusalka von Antonín Dvořák, Bayerische Staatsoper, Regie: Martin Kušej
- 2011   Der Fliegende Holländer von Richard Wagner, De Nederlandse Opera Amsterdam, Regie: Martin Kušej
- 2011 Wozzeck von Alban Berg, Staatsoper Berlin, Regie: Andrea Breth
- 2011 Das weite Land von Arthur Schnitzler,  Bayerisches Staatsschauspiel München (Residenztheater), Regie: Martin Kušej
- 2011 Zwischenfälle von Georges Courteline, Pierre Henri Cami und Daniil Charms, Burgtheater Wien, Regie: Andrea Breth
- 2011 Lady Macbeth von Mzensk von Dmitri Schostakowitsch, Teatro Real Madrid, Regie: Martin Kušej
- 2012 Prinz Friedrich von Homburg von Heinrich von Kleist, Burgtheater Wien und Salzburger Festspiele, Regie: Andrea Breth
- 2012  La traviata von Giuseppe Verdi, Opera La Monnaie Brüssel, Regie: Andrea Breth
- 2012 Salome von Richard Strauss, Opera La Monnaie Brüssel, Regie: Guy Joosten
- 2013 Hamlet von William Shakespeare, Burgtheater Wien, Regie: Andrea Breth
- 2013 La Forza del destino von Giuseppe Verdi, Bayerische Staatsoper München, Musikalische Leitung: Asher Fisch, Regie: Martin Kušej[1]
- 2013 Der Spieler von Sergei Prokofiev, De Nationale Opera & Ballet Amsterdam, Musikalische Leitung: Marc Albrecht, Regie: Andrea Breth
- 2014 Jakob Lenz von Wolfgang Rihm, Koproduktion Oper Stuttgart und Oper La Monnaie Brüssel, Musikalische Leitung: Franck Ollu, Regie: Andrea Breth
- 2015 Macbeth von Giuseppe Verdi, Nationale Opera & Ballet Amsterdam, Musikalische Leitung: Marc Albrecht, Regie: Andrea Breth
- 2015 Herzog Blaubarts Burg von Béla Bartók und Geistervariationen (Thema mit Variationen in Es-Dur für Klavier) von Robert Schumann, Wiener Festwochen, Musikalische Leitung: Kent Nagano, Regie: Andrea Breth, Klavier: Elisabeth Leonskaja, Markus Hinterhäuser
- 2016 Diese Geschichte von Ihnen von John Hopkins, Burgtheater Wien, Regie: Andrea Breth
- 2016 Der Ignorant und der Wahnsinnige von Thomas Bernhard, Salzburger Festspiele, Regie: Gerd Heinz
- 2016 Manon Lescaut von Giacomo Puccini, De Nationale Opera & Ballet Amsterdam, Regie: Andrea Breth
- 2017 Jakob Lenz von Wolfgang Rihm, Staatsoper Unter den Linden Berlin, Musikalische Leitung: Franck Ollu, Regie: Andrea Breth
- 2017 Hexenjagd von Arthur Miller, Burgtheater Wien, Regie: Martin Kusej
- 2017 Die Geburtstagsfeier von Harold Pinter, Salzburger Festspiele, Regie: Andrea Breth
- 2017 Rusalka von Antonín Dvořák, Bayerische Staatsoper München, Regie: Martin Kusej
- 2017 Ein europäisches Abendmahl nach Texten von Nino Haratischwili, Elfriede Jelinek, Terézia Mora und Sofi Oksanen, Burgtheater Wien, Regie: Barbara Frey
- 2018 Das Gehege von Wolfgang Rihm und Il prigioniero von Luigi Dallapiccola, Oper La Monnaie Brüssel, Regie: Andrea Breth
- 2018 Medea (Médée) von Luigi Cherubini, Staatsoper Unter den Linden Berlin, Regie: Andrea Breth
- 2019 Die Ratten von Gerhart Hauptmann, Burgtheater Wien, Regie: Andrea Breth
- 2019 Die Toten nach Texten von James Joyce, Schauspielhaus Zürich, Regie: Barbara Frey
- 2019 Jakob Lenz von Wolfgang Rihm, Festival d’Aix-en-Provence, Musikalische Leitung: Ingo Metzmacher, Regie: Andrea Breth
- 2019 Die Hermannsschlacht von Heinrich von Kleist, Burgtheater Wien, Regie: Martin Kušej
- 2020 Cavalleria rusticana von Pietro Mascagni und Luci mie traditrici von Salvatore Sciarrino, Oper Stuttgart, Musikalische Leitung: Cornelius Meister, Regie: Barbara Frey
- 2020 Automatenbüfett von Anna Gmeyner, Burgtheater Wien, Regie: Barbara Frey
- 2021 Der feurige Engel von Sergei Prokofjew, Theater an der Wien, Regie: Andrea Breth
- 2021 Der Untergang des Hauses Usher von Edgar Allan Poe, Burgtheater Wien und Ruhrtriennale, Regie: Barbara Frey
- 2022 Geschlossene Gesellschaft von Jean-Paul Sartre, Burgtheater Wien, Regie: Martin Kušej
- 2022 Das weite Land von Arthur Schnitzler, Burgtheater Wien und Ruhrtriennale, Regie: Barbara Frey
- 2023 Ein Sommernachtstraum von William Shakespeare, Burgtheater Wien und Ruhrtriennale, Regie: Barbara Frey
- 2023 Der Menschenfeind von Molière, Burgtheater Wien, Regie: Martin Kušej
- 2024 Richard III von William Shakespeare, Schauspiel Leipzig, Regie: Enrico Lübbe
- 2025 Tartuffe von Molière, Burgtheater Wien, Regie: Barbara Frey

## Auszeichnungen
- 1998: Bühnenbildner des Jahres in der Kritikerumfrage der Zeitschrift Theater heute
- 2000: Bühnenbildner des Jahres in der Kritikerumfrage der Zeitschrift Theater heute
- 2000: Nominierung für den Nestroy-Theaterpreis in der Kategorie Beste Ausstattung für Weh dem, der lügt!
- 2001: Nestroy-Theaterpreis in der Kategorie Beste Ausstattung für Glaube und Heimat
- 2002: Nestroy-Theaterpreis in der Kategorie Beste Ausstattung für Letzter Aufruf
- 2004: Nestroy-Theaterpreis in der Kategorie Beste Ausstattung für Don Carlos
- 2006: Nestroy-Theaterpreis in der Kategorie Beste Ausstattung für Höllenangst
- 2009: Nestroy-Theaterpreis in der Kategorie Beste Ausstattung für Der Weibsteufel
- 2010: Rolf-Mares-Preis für Baumeister Solness
- 2011: Bühnenbildner des Jahres in der Kritikerumfrage der Zeitschrift Opernwelt
- 2015: Jakob Lenz von 2014 als Aufführung des Jahres in der Kritikerumfrage der Zeitschrift Opernwelt
- 2020: Jakob Lenz beim Festival d´Aix en Provence als beste europäische Opernkoproduktion vom 57. palmarès du Prix du Syndicat professionnel de la Critique Théâtre, Musique et Danse ausgezeichnet
- 2021: Der feurige Engel Auszeichnung mit dem Czech Crystal-Preis beim 58. Internationalen TV-Festival GOLDEN PRAGUE
- 2021: Der feurige Engel Nominierung bei den VENICE TV Awards 2021 (VTVA) in der Kategorie „Performing Arts“
- 2021: Nominierung für den Nestroy-Theaterpreis in der Kategorie Beste Ausstattung für Automatenbüffet

Zehetgruber ist der erste Künstler, der siebenmal für den Wiener Theaterpreis NESTROY nominiert und fünfmal ausgezeichnet wurde.
- 2022 Der feurige Engel Österreichischer Musiktheaterpreis in der Kategorie  beste Gesamtproduktion Oper

## Werke
- Theaterbau aus der Sicht eines Bühnenbildners, in: Bühnenbauten. Handbuch und Planungshilfe, hg. von Birgit Schmolke (Januar 2011), DOM publishers, S. 230–241 (über 450 Abbildungen)
- Hülle und Fülle. Wie hängen das Äußere und das Innere eines Theaters zusammen? – Über Architektur und Bühnenraum, in: Theater heute (Juni 2011), Friedrich Berlin Verlag, Berlin 2011, S. 4–15